# Doryctobracon duplina
Doryctobracon duplina är en stekelart som beskrevs av Fischer 1980. Doryctobracon duplina ingår i släktet Doryctobracon och familjen bracksteklar. Inga underarter finns listade i Catalogue of Life.